# Fyrsprång
Fyrsprång är en sorts galopp. "Vanlig" galopp är en tretaktig gångart, men fyrsprång är som namnet antyder fyrtaktig, så därför sätter hästen ner alla fyra hovarna olika gånger. Fyrsprång är inte tekniskt sett en egen gångart, utan hästen sätter ner hovarna i samma ordning som i galopp, utom de två hovar som skall sättas ner samtidigt, som i fyrsprång sätts ner i sekvens.
Under dressyrridning använder man sig av tretaktsgalopp. På kapplöpningsbanan rids hästen i fyrsprång.